# È per colpa tua.../Va bene, ballerò
È per colpa tua.../Va bene, ballerò è un singolo di Milva, pubblicato dalla Ricordi nel 1972.

## È per colpa tua...
È per colpa tua..., è un brano scritto da Enrico Riccardi su musica di Vito Pallavicini su arrangiamento diretto dal maestro Natale Massara.
Sulla copertina del singolo il titolo del brano è riportato come e per colpa tua... con la é conguinzione, mentre sulla label del disco viene indicato con la è verbo.
Il brano non fu inserito in alcun album ma fu pubblicato nel 2016 nella raccolta della BMG Milva.

## Va bene, ballerò
Va bene, ballerò è la canzone pubblicata sul lato B del singolo, scritta da Enrico Riccardi su musica di Luigi Albertelli. Anche questo brano non fu inserito in nessun album ma fu inserito nel 2016 nella raccolta Milva..

## Edizioni
Il singolo è stato distribuito in Italia dall'etichetta Ricordi, con codice SRL 10670, ed è stato distribuito anche in Svizzera e in Giappone nel 1973.